# Ariana Grande
Ariana Grande-Butera (Boca Raton, Florida, SAD, 26. lipnja 1993.) je američka pop i R&B pjevačica, tekstopiskinja te glumica. Svjetsku slavu je stekla putem mjuzikla Broadway, te preuzimanjem uloge Cat Valentine u televizijskim serijama Victorious i Sam & Cat. Neki od televizijskih serija i filmova u kojima je također glumila su Scream Queens i Don't Look Up. U 2021. godini bila je jedna od članica žirija televizijske emisije The Voice.
Osvojila je dvije nagrade Grammy, jednu nagradu BRIT, tri Američke glazbene nagrade, tri nagrade MTV Europe Musica i dvije nagrade MTV Video Musica. Podržala je mnoge dobrotvorne udruge te ju na društvenim mrežama slijedi velik broj ljudi, zbog čega je u veljači 2019. na Instagramu postala žena s najviše pratitelja. Godine 2016. Time ju je naveo kao jednu od 100 najutjecajnijih ljudi na svijetu, dok ju je 2018 Billboard prozvao ženom godine.

## Životopis
Arianina glazbena karijera počela je soundtrackom Music from Victorious 2011. Potpisala je ugovor za izdavačku kuću Republic Records, koja je objavila njen debitantski studijski album, Yours Truly 2013., koji je debitirao kao broj jedan na U.S. Billboard 200. Singl, "The Way", ušao je u top deset hitova na Billboard Hot 100 ljestvici s kritikama koje su usporedile njen široki vokalni raspon s onim od Mariah Carey.
Drugi studijski album Ariane Grande, My Everything (2014), također je dostigao broj jedan u Sjedinjenim Američkim Državama, i sadržava hit singlove poput  "Problem" i "Break Free". Neki od njenih dostignuća uključuju nagradu za Novog izvođača godine na American Music Awards 2013, omiljenim izvođačem na 40-im People's Choice Awards, i omiljenim izvođačem godine od strane Music Business Association. S pjesmama "Break Free", "Problem", i "Bang Bang", ona je provela 26 tjedna za redom u top deset Billboard Hot 100 ljestvice.
Godine 2016. izdala je treći studijski album "Dangerous Woman", koji je završio na drugome mjestu Billboardu 200. Naslovna pjesma albuma debitirala je na 10 mjestu na Billboard Hot 100, čineći Grande prvom osobom u povijesti ljestvica da vodi pojedinačno iz svakog od svojih prva tri albuma koji su debitirali u top 10 ljestvici u SAD-u. Godine 2017. Grande je objavila međunarodnu turneju "Dangerous woman" Od lipnja 2017.g. Arianini glazbeni videozapisi bili su pregledani ukupno više od jedanaest milijardi puta online.  Sva tri njezina albuma su RIAA certificirana platinom. Podržala je niz dobrotvornih društava i ima veliki doprinos društvenim medijima. 2016. g časopis "Time" je Arianu proglasio jednu od 100 najutjecajnijih ljudi na svijetu na njihovom godišnjem popisu.
Godine 2021. udala se za Daltona Gomeza.

## Glazbena karijera

### Yours Truly(2013.)
Grande je snimila svoj prvi studijski album Yours Truly, izvorno pod nazivom Daydreamin ', tijekom trogodišnjeg razdoblja. Izdan je 30. kolovoza 2013.  U rujnu 2013. debitirao je na prvom mjestu na američkom Billboard 200 albumu s 138.000 primjeraka albuma prodanog u prvom tjednu, čineći Grande prvom ženskom umjetnicom nakon Keshe koja je debitirala na vrhu ljestvice i rangirala na 15. mjestu. Yours Truly je također debitirao u top 10 u nekoliko drugih zemalja, uključujući Australiju, Veliku Britaniju, Irsku i Nizozemsku. Do travnja 2014. Prodano je preko 500.000 primjeraka albuma u Sjedinjenim Državama, a kasnije je postao Arianin prvi platinasti album.

### My Everything(2014-2015)
U siječnju 2014. Grande je započela snimati svoj drugi studijski album s pjevačem i tekstopiscem Ryanom Tedderom i producentima Benny Blanco i Max Martinom. Istog mjeseca, osvojila je nagradu za omiljenog izvođača na People's Choice Awards 2014. U ožujku 2014. Ariana je pjevala "Women of Soul" na koncertu koji se održao u Bijeloj kući. Sljedeći mjesec, predsjednik Barack Obama i prva dama Michelle Obama ponovno su pozvali Grande da nastupi u Bijeloj kući za "Easter Egg Roll" događaj. Grande je objavila svoj drugi studio album My Everything 25. kolovoza 2014. U prvom tjednu prodao se u 69 tisuća primjeraka i debitirao na vrhu Billboard 200, postajući njezin drugi uzastopni album kojije bio 1.  u SAD-u.  Njezin glavni singl "Problem" zajedno s australskom repericom Iggy Azalea je izvođen na Radio Disney Music Awardsu 27. travnja.  Pjesma je debitirala na 3. mjestu (na kraju se "popela" na 2. mjesto ljestvice ) na Billboard Hot 100, a debitirala je na prvom mjestu na Veliko britanskim single ljestvicama, postajući Arianin prvi singl u Ujedinjenom Kraljevstvu koji je to ostvario. Pjesma "Problem"  je najveći debut single ikada izveden sa suradnjom ženskih solista.
 Drugi singl "Break Free" u suradnji s njemačkim glazbenikom i producentom Zedd-om ostvario je 4 mjesto na Billboard Hot 100 i broj 1 na Hot Dance / Electronic Songs. Futuristički videozapis "Break Free"  pregledan je više od 900 milijuna puta.  pjesmu "Break Free" izvele je na otvaranju 2014 MTV Video Music Awards i osvojila najbolji pop video za "Problem". Taj je videozapis pregledan više od milijardu puta. Grande i Nicki Minaj su surađivali zajedno na pjesmi Jessie J-ovoj pjesmi "Bang Bang" koja je postigla broj 3 u SAD-u, čineći je Arianinom trećom pjesmom u top 10 najboljih u istom tjednu ("Problem", "Break Free" i "Bang Bang") !!  Pridružila se Adele kao jedina ženska umjetnica s tri top 10 hitova istovremeno kao vodeći umjetnik. Glazbeni videozapis "Bang Bang" pregledan je više od 1.2 milijarda puta na YouTubeu.
Ariana je 30. rujna. 2014 objavila treći singl iz albuma My Everything "Love Me Harder" u duetu s kanadskim pjevačem Weeknd-om singl je debitirao na Billboard Hot 100, a kasnije je bio na sedmome mjestu ljestvice.  U studenom 2014, Grande snima duet s Major Lazer-om "All My Love", koji je objavljen kao četvrti singl sa soundtrack albuma za film The Hunger Games: Mockingjay - Part 1.  Istog mjeseca Grande je objavila božićnu pjesmu pod nazivom "Santa Tell Me". Koja je provela 34 uzastopna tjedna u top 10 Billboard Hot 100 u 2014.g. Grande je imala najviše top 10 najboljih singlova od bilo kojeg umjetnika te godine. Kasnije je izdala peti singl iz My Everything albuma, "One Last Time", koji je završio broju 13 na Billboard Hot 100. Do travnja 2015. prodano je preko 600.000 albuma primjeraka u SAD-u i certificiran je dvostruko platinasto od strane RIAA-e. Krajem 2015.g, Grande je započela turneju " The Honeymoon Tour" s nastupima u Sjevernoj Americi, Europi, Aziji i Južnoj Americi. Nakon ranijih uspjeha turneje dodano je više datuma,  i turneja završena u listopadu 2015. nakon ukupno gotovo 90 datuma. zarada od turneje je cca 40 milijuna dolara te je prodano preko 800.000 ulaznica. Komentari o turneji su pozitivni te su hvaljene njene vokalne sposobnosti. Grande je u suradnji s Cashmere Cat izdala pjesmu  "Adore", koja je objavljena u ožujku tijekom turneje Honeymoon Tour, jedan o novinara u časopisu USA Today izjavio je: "Arianin vokal nikad nije zvučao bolje nego u ovoj nepristupačnoj R & B "stazi". Također u 2015. Grande je glumila u nekoliko epizoda serije TV komične serije Scream Queens na Chanel # 2.

### Dangerous Woman(2016-2017.)
Grande je započela snimati pjesme za svoj treći studijski album Dangerous Woman, izvorno pod nazivom Moonlight, 2015. U listopadu te godine objavila je singl "Focus", koji je u početku bio glavni singl s albuma; pjesma je debitirala na broj 7 na Hot 100.  Glazbeni videozapis pjesme pregledan je na YouTubeu više od 750 milijuna puta.  Također je potpisala ekskluzivni izdavački ugovor s Universal Music Publishing Groupom koji pokriva cijeli katalog.Grande je napravila duet na talijanskom jeziku s Andrea Bocelli u pjesmi  "E Più Ti Penso" iz svog albuma "Cinema" .Grande je također objavila svoj drugi božićni EP, Christmas & Chill, koji je debitirao na 34. mjestu na Billboardu 200 i 3. mjestu na Billboard's ljestvici. U ožujku 2016. Grande je objavila Dangerous Woman kao glavni singl imajući isto ime kao i album. Pjesma Dangerous Woman je debitirala na 10. mjestu na Billboard Hot 100 te je time postala Grandeov sedmi top 10 deset. Ariana je prva osoba u povijesti Hot 100, koja ima vodeći singl iz svakog od prvih tri albuma koji se prvi put pojavio na prvih top deset. Pjesma je kasnije došla na 8 mjesto ljestvice.   12. ožujka 2016. Grande je bila domaćin i glazbeni gost u showu Saturday Night Live, gdje je izvela pjesmu  "Dangerous Woman" te pjesmu  "Be Alright",  koju je objavila 18. ožujka.  Pjesma je završila na 43 mjestu na Billboard Hot 100.  Grande je dobila pozitivne kritike za nastup, uključujući pohvalu za njezine imitacije raznih pjevača i pjevačica. Grande je osvojila online natjecanje na Entertainment Weeklyu kao "najbolji domaćin sezone".
U svibnju 2016. je nastupila na The Voice u sezoni 10 finale, Grande je izvela drugi singl s albuma "Into You", koji je završio na 13 mjestu na Billboard Hot 100, pjesmu je izvela s Christinom Aguilerom. Into you ima preko 550 milijuna pregleda na Youtubu. Ariana je objavila svoj treći studijski album "Dangerous Woman" 20. svibnja 2016. godine;te je bio broj 1 u Velikoj Britaniji, broj 2 u Japanu, i broj 1 na nekoliko drugih tržišta, uključujući Australiju, Nizozemsku, Irsku, Italiju, Novi Zeland i Tajvan U kolovozu, Grande je objavila treći singl s albuma "Side to Side", koji je izvela zajedno s repericom Nicki Minaj, njezin osmi top 10 naslov na Hot 100, koji je na ljestvici dostigao broj 4. Glazbeni video pjesme pregledan je više od 1,4 milijardi puta. Album i naslovna pjesma bili su nominirani za Grammy Awards 2017. u 2016.g Ariana je glumila u komediji Zoolander 2. također je glumila Penny Pingleton u prosincu 2016 na NBC televizijske emisije Hairspray Live!. Grande je započela svoju turneju u veljači 2017. u Sjevernoj Americi i Europi. Nakon Arianinog koncerta u Manchester Areni u Manchesteru, Engleska, 22. svibnja bombaš samoubojica detonirao je eksploziju u predvorju arene, uzrokujući 23 smrtnih slučajeva i više od 500 ozljeda. Grande je suspendirala turneju do 7. lipnja, a 4. lipnja održala je koncert na televiziji, One Love Manchester, na Old Trafford kriketskom terenu u Manchesteru, pomažući prikupiti 23 milijuna dolara za pomoć žrtvama bombe i zahvaćenim obiteljima.
Grande, Justin Bieber, Katy Perry i drugi izvođači su nastupili također na benefitnom koncertu. Kako bi prepoznala njene napore, Gradsko vijeće nazvalo je Grande prvi počasni građanin Manchestera. Turneja se nastavila u Europi, Latinskoj Americi, Aziji i Oceani.  To je završilo u rujnu 2017, zaradivši više od 71 milijuna dolara i prodavši više od 875.000 ulaznica. Iste je godine Grande snimila naslovnu pjesmu za soundtrack za live-action remake Disney's ljepotica i zvijer s John Legendom. pjesma je debitirao na Billboard Hot 100 na broj 87. Grande se Također se pojavila u epizodi Apple Music Carpool Karaoke, pjevanjem glazbenih kazališnih pjesama sa Sethom MacFarlanom. Grande je postala ambasadorom marke za Reebok. Čak i bez objavljivanja novog albuma u 2017., Grande je postao Billboardov ženski izvođač godine. " Grande je od 2015. godine objavio pet mirisa s Luxe Markamazaradili više od 150 milijuna dolara u globalnoj prodaji do 2017. godine.

### SweeteneriThank U, Next(2018. – 2019.)
Grande je počela raditi na pjesmama za album Pharrellom 2016. godine, ali događaji u Manchesteru teško je poremetio projekt.  20. travnja 2018., Grande je objavila pjesmu " No Tears Left to Cry " kao glavni singl s njezinog nadolazećeg četvrtog studijskog albuma, zajedno s glazbenim spotom za pjesmu.  Pjesma je debitirala na 3. mjestu na Billboard Hot 100, gdje je postala Arianin deveti singl koji je dosegnuo deset najboljih u SAD-u. Ako se, kako se i očekivalo, pjesma pojavljuje na albumu, ona će biti jedini umjetnik koji je ikada prvi put odabran iz svake od prvih četiri albuma u prvih deset na Hot 100.  Izvela je "No Tears Left na Cry "na Tonight Show 1. svibnja, gdje je otkrila da je naslov nadolazećeg albuma Sweetener. Album je bio dostupan za predbilježbu 20. lipnja 2018., zajedno s promotivnim singlom " The Light Is Coming ", koji je otpjevala u suradnji s rappericom Nicki Minaj. Drugi singl albuma " God Is a Woman " objavljen je 13. srpnja 2018.
Album je objavljen 17. kolovoza 2018., Sweetener je debitirao na prvom mjestu Billboarda 200 i dobio pohvale kritičara. Album je također osvojio Grandeovu prvu Grammy nagradu za najbolji pop vokalni album na 61. godišnjoj dodjeli nagrada Grammy.
U studenom 2018., Grande je objavila da će njen peti studijski album imati naziv "Thank U, Next". Prvi singl, "Thank U, Next", objavljen je 3. studenog 2018. Pjesma je debitirala na prvom mjestu Billboard Hot 100, postajući Gradein prvi broj jedan u SAD-u,  a glazbeni spot pjesme oborio je rekorde za najgledaniji glazbeni video na YouTubeu u roku od 24 sata od objavljivanja, a najbrži video za Vevo do 100 milijuna pregleda na usluzi YouTube. Na Spotifyu, pjesma je postala najbrža pjesma koja je dosegla 100 milijuna streamova u 11 dana i najgledaniju pjesmu umjetnice u 24-satnom razdoblju s 9,6 milijuna streamova, prije nego što je nadjačana vlastitom pjesmom "7 Rings". s gotovo 15 milijuna streamova. Kasnije istog mjeseca, Grande je objavila, u suradnji s YouTubeom, dokumentarac u četiri dijela pod naslovom Ariana Grande: Dangerous Woman Diaries. Prikazuje prizore i koncertne snimke iz Grande's Dangerous Woman Tour, uključujući trenutke s koncerta One Love Manchester i prati njezin profesionalni život tijekom turneje i izrade Sweetenera. Serija je debitirala 29. studenog 2018.
U siječnju 2019. objavljeno je da će Grande voditi na festivalu glazbe i umjetnosti Coachella Valley.  Grande će postati najmlađi umjetnik ikada na naslovnici i tek četvrti ženski headliner festivala.Postavljen je da se održava od 12. travnja do 14. travnja i od 19. do 21. travnja.  Grandeov drugi singl iz zahvalnice U, Sljedeći, "7 rings", objavljen je 18. siječnja 2019., a debitirao je pod brojem jedan na Billboard Hot 100 za tjedan 2. veljače, postajući njezin drugi singl u nizu (i ukupno) na vrhu ljestvice.  Thank U, Next je objavljen 8. veljače 2019. i debitirao na broj jedan na Billboard 200 dok je dobio kritike od kritičara. Slomio je rekorde za najveći tjedan streaminga pop albuma i za ženski album u Sjedinjenim Američkim Državama s 307 milijuna streamova na zahtjev.
Njezin treći singl "Break Up with Your Girlfriend, I'm Bored" debitirajući na broj dva, i njezin singl "Thank U, Next" porastao je na treće mjesto, a ukupni drugi umjetnik to je učinio još od Beatlesa 1964. kada su zauzeli prvih pet mjesta. U Velikoj Britaniji, Grande je postala druga solo umjetnica koja je istodobno držala broj jedan i dva mjesta i prvi glazbeni umjetnik koji se zamijenio na prvom mjestu, dva uzastopno. Grande je 20. veljače 2019. osvojio Britansku nagradu za međunarodnu žensku solo umjetnicu. Ona je također krenula na svoju treću glavnu turneju, Sweetener World Tour, kako bi promovirala i Sweetener i Thank U, Next, koja je započela 18. ožujka 2019.

## Diskografija

### Albumi
- Yours Truly (2013.)
- My Everything (2014.)
- Dangerous Woman (2016.)
- Sweetener (2018.)
- Thank U, Next (2019.)
- Positions (2020.)
- Eternal Sunshine (2024.)

### Turneje
- The Listening Sessions (2013.)
- The Honeymoon Tour (2015.)
- Dangerous Woman Tour (2017.)
- The Sweetener Sessions (2018.)
- Sweetener World Tour (2019.)

## Vokali
Ariana Grande ima raspon od 4 oktave (D3-B5-F6(G#7))  s izdavanjem albuma Yours Truly, Ariana je često bila uspoređivana s Mariah Carey zbog visokog vokalnog raspona te je često bila nazivana "novom Mariah Carey". Grande spada u light lyric soprano. Ariana uz lijep glas ima i vokalne sposobnosti te može s impresivnom lakoćom pjevati u petoj oktavi, a ima raspon falseta do F6. 
diskografija.

### Televizijske uloge
| Godina        | Naslov                                 | Uloga                               | Bilješka                                                                                             |
| ------------- | -------------------------------------- | ----------------------------------- | --- |
| 2009.         | The Battery's Down                     | Bat Mitzvah Riffer                  | Epizoda: "Bad Bad News"                                                                              |
| 2010. – 2013. | Victorious                             | Cat Valentine                       | Glavna uloga (56 epizoda)                                                                            |
| 2011.         | iCarly                                 | Cat Valentine                       | Epizoda: "iParty with Victorious"                                                                    |
| 2011.         | Winx                                   | Princeza Diaspro (glas)             | Periodična uloga (Specijali, sezone 3, 5)                                                            |
| 2013.         | Swindle                                | Amanda Benson                       | Nickelodeonov film                                                                                   |
| 2013.         | Sam i Cat                              | Cat Valentine                       | Glavna uloga (35 epizoda)                                                                            |
| 2014.         | Family Guy                             | Italian Daughter (glas)             | Epizoda: "Mom's the Word"                                                                            |
| 2014.         | Saturday Night Live                    | Ona/glazbeni gost                   | Epizoda: "Chris Pratt/Ariana Grande"                                                                 |
| 2015., 2023.  | RuPaul's Drag Race                     | Ona/gostujuća sutkinja              | Epizode: "Ru Hollywood Stories" (2015.), "One Night Only, Part 1" i "One Night Only, Part 2" (2023.) |
| 2015.         | Knock Knock Live                       | Ona                                 | Ne prikazana epizoda                                                                                 |
| 2015.         | Scream Queens                          | Sonya Herfmann / Chanel #2          | Periodična uloga (5 epizoda)                                                                         |
| 2016.         | Hairspray Live!                        | Penny Pingleton                     | Special                                                                                              |
| 2016.         | Saturday Night Live                    | Glazbeni gost                       | / |
| 2016.         | The Voice                              | Izvođač – Duet s Christina Aguilera | / |
| 2017.         | One Love Manchester                    | Organizator i nastupač              | / |
| 2017.         | Carpool Karaoke: The Series            | Ona                                 | Epizoda: "Seth MacFarlane & Ariana Grande"                                                           |
| 2018.         | A Very Wicked Halloween                | Ona                                 | / |
| 2018.         | Ariana Grande at the BBC               | Ona                                 | / |
| 2018.         | Ariana Grande: Dangerous Woman Diaries | Ona                                 | Youtube Serije                                                                                       |

### Filmske uloge
| Godina | Naziv                                      | Uloga                  | Bilješka                              |
| ------ | ------------------------------------------ | ---------------------- | ------------------------------------- |
| 2011.  | Pahuljica-bijeli gorila                    | Pahuljica (glas)       | engleska sinkronizacija               |
| 2015.  | Underdogs                                  | Laura (glas)           | engleska sinkronizacija; neobjavljen. |
| 2016.  | Zoolander No. 2                            | Žena u kostimu robinje | Cameo uloga                           |
| 2020.  | Mariah Carey's Magical Christmas Special'' | glumi samu sebe        |                                       |
| 2020.  | Ariana Grande: Excuse Me, I Love You       | glumi samu sebe        |                                       |
| 2021.  | Billie Eilish: The World's a Little Blurry | glumi samu sebe        |                                       |
| 2021.  | Don't Look Up                              | pjevačica Riley Bina   |                                       |

## Vanjske poveznice
- Službena stranica
- Ariana Grande u internetskoj bazi filmova IMDb-u (engl.)